# Постійна конференція українських православних єпископів поза межами України
Постійна конференція українських православних єпископів поза межами України — координаційний орган діяльності канонічних українських православних структур в діаспорі, які всі перебувають у юрисдикції Вселенського патріархату. Конференція регулярно випускає послання до українських православних вірян еміграції, займається підтримкою України закордоном і відстоює потреби українців у Вселенському патріархаті, зокрема, зіграла важливу роль в наданні автокефалії Православній церкві України.

## Учасники постійної конференції
- Антоній (Щерба), митрополит Ієрапольський, предстоятель і керуючий Східною єпархією Української православної церкви США (з 2008)
- Юрій (Каліщук), митрополит Вінніпезький, предстоятель і керуючий Середньою єпархією Української православної церкви Канади (з 2010)
- Даниїл (Зелінський), архієпископ Памфілійський, керуючий Західною єпархію Української православної церкви США (з 2008) та Західноєвропейською єпархією Української православної церкви в діаспорі (з 2016)
- Єремія (Ференс), архієпископ Аспендський, керуючий Українською православною єпархією Бразилії і Південної Америки[3] (з 1995 у КПЦ)
- Іларіон (Рудник), єпископ Едмонтонський, керуючий Західною єпархією Української православної церкви Канади (з 2008)
- Андрій (Пешко), єпископ Торонтський, керуючий Східною єпархією Української православної церкви Канади (з 2021)

### На спочинку
- Іоан (Дерев'янка), архієпископ Парнаський, колишній керуючий Західноєвропейською єпархією Української православної церкви в діаспорі (1995-2016)

## Канонічні українські єпископи еміграції, які не входять до конференції

### Константинопольський патріархат
- Йов (Геча), архієпископ Телміський, представник Вселенського патріарха при Всесвітній раді церков у Швейцарії
- Григорій (Тацис), єпископ Ніський, керуючий Американською карпаторуською православною єпархією (сам єпископ — грек, але його єпархія була створена закарпатськими українцями)
- Панкратій (Дубас), єпископ Скопельський, вікарій Мексиканської митрополії
- Михаїл (Аніщенко), єпископ Команський, голова ставропігії Вселенського патріарха в Києві

### Московський патріархат
Раніше в МП було чимало українських єпископів в еміграції, але наразі всі вони переведені в Україну або Росію і замінені на етнічних росіян. Єдиним єпископом українського походження лишається один архієрей РПЦЗ:
- Феодосій (Іващенко), єпископ Сіетлський РПЦЗ